# Ткаченко Олександр Михайлович
Олександр Михайлович Ткаченко (нар. 15 червня 1984, м. Конгаз, Комратський район, Молдова) — український адвокат, політик. Народний депутат України 9-го скликання.

## Життєпис
Виріс та виховувася у місті Татарбунари. Закінчив юридичний факультет Одеської національної юридичної академії.
З 2007 по 2016 рік — працював юрисконсультом підприємств та керівником в юридичній компанії.
З 2011 року — адвокат.
З 2016 року — керуючий партнер юридичної фірми «Арт де Лєкс».

## Політична діяльність
У 2014 році — кандидат у народні депутати від Партії зелених (№ 30 у виборчому списку). Безпартійний.
Кандидат у народні депутати від партії «Слуга народу» на парламентських виборах у 2019 році (виборчий округ № 141, місто Білгород-Дністровський, Білгород-Дністровський, Татарбунарський райони, частина Кілійського району). На час виборів: адвокат ПП «Медфарм груп», безпартійний. Проживає в місті Татарбунари Одеської області.
Народний депутат України (IX скликання, з 2019). Член Комітету Верховної Ради з питань антикорупційної політики, голова підкомітету з питань правового регулювання та аналізу діяльності спеціальних органів у сфері запобігання і протидії корупції.
Керівник групи з міжпарламентських зв'язків з Республікою Кіпр.
У складі Комітету Ради з питань антикорупційної політики проголосував заздалегідь узгоджених членів комісії з обрання голови АРМА.
22 Липня 2025 року проголосував за проєкт закону 12414, що обмежує Національне антикорупційне бюро України та Спеціалізовану антикорупційну прокуратуру. Закон викликав хвилю антикорупційних протестів.